# John Cecil, 7. Earl of Exeter
John Cecil, 7. Earl of Exeter (* 27. Februar 1700; † 9. April 1722) war ein britischer Peer und Politiker.

## Leben
Er war der ältere Sohn des John Cecil, 6. Earl of Exeter und der Elizabeth Brownlow, Tochter von Sir John Brownlow, 3. Baronet, geboren. Als sein Vater am 24. Dezember 1721 starb, wurde er Earl of Exeter und Baron Burghley sowie Mitglied des House of Lords. Da er bereits 1722 unverheiratet und kinderlos starb, erbte sein jüngerer Bruder Brownlow Cecil, 8. Earl of Exeter die Titel.